# Johann Fischer (teolog)
Johann Fischer (ur. 26 czerwca 1881 w Lechbruck am See, zm. 2 marca 1956 w Lindenau) – niemiecki duchowny katolicki, teolog, wykładowca akademicki.

## Życiorys
Urodził się w Lechbruck am See w Bawarii. Studiował teologię i filozofię w Dillingen an der Donau. Po święceniach kapłańskich (1905) pełnił posługę duszpasterską oraz poświęcił się studiom Starego Testamentu na Uniwersytecie w Monachium i w Berlinie. Od 1920 był wykładowcą nieetatowym (privatdozent) na Uniwersytecie w Monachium, w 1925 został mianowany progesorem zwyczajnym egzegezy Starego Testamentu w seminarium duchownym w Bambergu, w 1934 profesorem zwyczajnym w Państwowej Akademii w Braniewie. W latach 1943–1948 wykładał na Uniwersytecie w Würzburgu.
Autor licznych publikacji teologicznych.

## Pisma (wybór)[2][3]
- Die Propheten Obadja, Joël, Amos, Hošea, nach dem hebräischen Urtext präpariert und übersetzt von Johann Fischer, 1909
- Zur Septuaginta-Vorlage im Pentateuch, 1926

- Das Buch Isaías, 1937
- Einige Proben aus den hebräischen Bibelzitaten des Scholastikers Odo
- Zur Septuaginta-Vorlage im Pentateuch
- In welcher Schrift lag das Buch Isaias den LXX vor?